# Phytoliriomyza papei
Phytoliriomyza papei är en tvåvingeart som beskrevs av Zlobin 2005. Phytoliriomyza papei ingår i släktet Phytoliriomyza och familjen minerarflugor.
Artens utbredningsområde är Sverige. Inga underarter finns listade i Catalogue of Life.